# 卡多里遊樂園
卡多里遊樂園，是位於臺灣臺中市北屯區東山路上大坑地區的遊樂園，1983年2月開園，1994年關閉。公司登記全名為「卡多里山上遊樂園股份有限公司」，創辦人與董事長為前立法委員及前臺中市市長張啓仲。

## 歷史
卡多里曾是臺灣最著名的遊樂園之一，後因各式主題樂園相繼開幕，經營不善，在1994年突然無預警倒閉。自從結束營業後，裡面也陸陸續續傳出許多的鬼故事、靈異事件，但因為年久失修，無人整理，所以才感覺陰森荒涼毛骨悚然，不過近年來還是有舉辦一些夜光晚會，活動也愈來愈發活躍。
但從2007年開始，由於鋼鐵建材價格不斷上漲，而卡多里樂園的地主不滿多次遭小偷闖入偷取鋼鐵廢材變賣，因此地主決定將園內所有廢棄設施全數拆除外，並把原本園區所有大門全部用鐵皮圍牆封起來不准有人再進去。
2017年，電影《紅衣小女孩2》在此拍攝取景。

## 斷軌謠言
謠言是卡多里遊樂園的雲霄飛車據說發生過斷軌事件，因此園區才荒廢的。但所謂的「斷軌」是日本富士山熱海後樂園的斷軌裝置，此裝置讓卡多里樂園成為亞洲第二個斷軌雲霄飛車，也是台灣自行設計的斷軌雲霄飛車。而真正的斷軌雲霄飛車只能載運三十人，傳言說去世六十幾人是不可能的 
，且荒廢原因其實是因為增加了許多主題公園，因營利不佳才倒閉

## 引用
1. ↑  . 自由時報.   [2013-09-02]. （原始内容存档于2013-08-24）.